# Leave Me Alone (canción de Michael Jackson)
«Leave Me Alone» es una canción del cantante y compositor estadounidense Michael Jackson, publicada el 13 de febrero de 1989 como el octavo sencillo de su séptimo álbum de estudio Bad. Jackson compuso el tema y Quincy Jones la produjo (con Jackson como coproductor). La canción ha sido grabada durante las sesiones del álbum original, pero debido a las limitaciones de tiempo en vinilo, apareció solo en la edición CD de Bad como una pista adicional, así como en la edición de casete del año 2001.
Desde el punto de vista comercial, «Leave Me Alone» alcanzó el primer y segundo puesto España y Reino Unido, respectivamente, y estuvo entre los diez primeros en Noruega e Italia. Además, recibió buenas críticas de los especialistas de la música. En el videoclip que acompañó a la canción, Jackson se burla de sus falsos rumores, como por ejemplo haber comprado los huesos de «El hombre elefante» o sus cirugías cosméticas. Ganó el premio Grammy al mejor vídeo musical de formato corto en la entrega de 1990. A pesar del éxito del sencillo, Jackson nunca la interpretó en sus giras mundiales.

## Antecedentes y composición

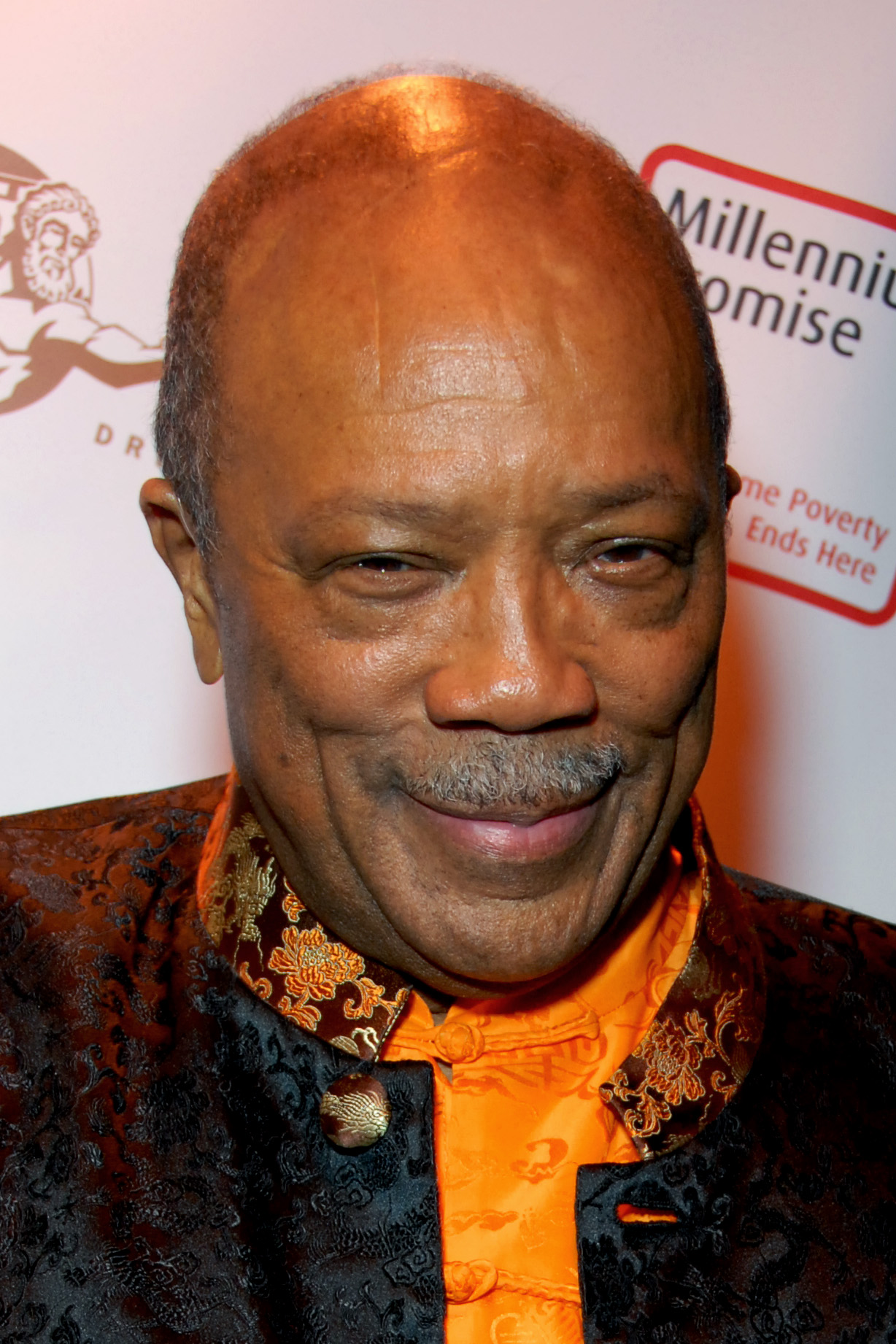
Quincy Jones, productor de «Leave Me Alone».

«Leave Me Alone» fue una respuesta a las historias negativas y falsas acerca de que Jackson aparecía frecuentemente en los medios y los tabloides post-1986, después del monumental éxito de Thriller. A partir de 1986, los tabloides comenzaron a publicar historias falsas sobre Jackson, uno de los primeros era diciendo que dormía en una cámara de oxígeno hiperbárico para desacelerar el proceso de envejecimiento. Una imagen se filtró a los medios de comunicación de él acostado en una cámara hiperbárica en un hospital que visitó.
Cuando compró un chimpancé llamado Bubbles, los medios vieron la evidencia de desprendimiento creciente de su realidad. También se informó de que Jackson había ofrecido comprar los huesos de Joseph «El hombre elefante» Merrick; luego dijo que la historia era «una completa mentira». Estas historias inspiraron el apodo «Wacko Jacko», que Jackson adquirió al año siguiente y llegaría a despreciar. Otra respuesta frecuente de los medios fue acerca de su cirugía plástica. El representante de Jackson dijo de la crítica de los medios hacia el tema: «Tantas cosas terribles que han escrito. De acuerdo, entonces él tuvo su nariz fija y la fisura — gran cosa. Tengo noticias para ustedes, mi nariz se rompió cinco veces y se ha solucionado dos veces. ¿A quién le importa? Elvis tenía su nariz hecha. ¿Marilyn Monroe tenía su nariz hecha y sus pechos hechos? Todo el mundo lo ha hecho».
La canción ha sido vista como un «tema de paranoia», un tema que Jackson había utilizado con frecuencia en álbumes anteriores. The Atlantic sentía que Jackson mostró «evidentes expresiones de desconfianza» en el tema y que era una de las varias canciones donde se «destacó» la «persistente soledad en su música». En 2009, J. Edward Keyes de Rolling Stone la describió como sonando a un «excelente Michael» y la canción, debido a su música, como «un lote de espesos acordes de Jackson sobre la improvisación». Keyes señaló que era una «especie de inversión más oscura» de «The Way You Make Me Feel» y que «Leave Me Alone» era un «trabajo alterado y enojado, y el agresivo y raspado Jackson de las notas altas deja en claro su frustración».

### Instrumentación
Los instrumentos de «Leave Me Alone» incluyen un piano y una guitarra. Se establece en la clave de mi♭ menor y el registro vocal de Jackson abarca desde la nota si3 a la5. Posee un tempo moderado y metrónomo de 112 pulsaciones por minuto.

## Recepción

### Crítica
«Leave Me Alone» recibió reseñas positivas de los críticos de la música. Stephen Thomas Erlewine de Allmusic sintió que la canción era la mejor en Bad, y comentó: «¿Por qué todas sus mejores canciones son himnos paranoicos?». Steve Morse, un escritor de The Boston Globe, la describió como una «parodia» de la enemistad de Jackson con los «tabloides llenos de paparazi». Jon Parales de The New York Times comentó que «Leave Me Alone» tenía un «mensaje inequívoco». Después de su muerte en junio de 2009, Rolling Stone la listó como una de las obras más monumentales de Jackson, y la composición de la canción recibió los elogios en general.

### Comercial
«Leave Me Alone», aunque no fue lanzado en los Estados Unidos ni en Canadá, recibió un buen desempeño comercial a nivel internacional. Alcanzó el puesto número uno en España y permaneció en la primera posición durante una semana. Entró en el top diez de las listas del Reino Unido, Holanda, Noruega, Italia y Suiza, en las posiciones dos, cinco, seis, ocho y diez, respectivamente. «Leave Me Alone» también alcanzó el top veinte en Suecia, Francia y Austria, en los puestos quince, diecisiete y diecinueve. Finalmente, alcanzó el número treinta y siete en Australia, donde tuvo un menor éxito.

## Vídeo musical
Jim Blashfield y Paul Diener dirigieron el vídeo musical de «Leave Me Alone» y fue publicado el 2 de enero de 1989. También apareció en la película Moonwalker (1988). En esencia, el vídeo es un parque de diversiones conformado por imágenes estilísticamente ordinarios, basados en la exitosa carrera de Jackson desde Thriller (1982). Hay un énfasis en la vista de los tabloides de su vida personal y la imagen pública, refiriéndose al apodo «Wacko Jacko» dado por la prensa y los titulares de varios asociados con él en la década de 1980. Satirizando rumores en las que intentó comprar los huesos de Joseph Merrick, Jackson baila, en animación stop motion, con los huesos del «Hombre elefante». Este segmento particular (sin la imagen de los huesos) se utilizó para la portada del sencillo, y el segmento del vídeo deshuesado apareció en el avance de Moonwalker.
En el vídeo, hay imágenes de santuarios a la actriz Elizabeth Taylor, una gran amiga en la vida de Jackson. A lo largo de los titulares de prensa en el vídeo, publicado por «Intruso nacional», se muestran títulos bizarros como «Dieta de la era espacial de Michael» y «Michael propone a Liz». Otra escena notable fue un escalpelo mientras persigue a una nariz, que fue la referencia a la cirugía plástica de Jackson, siendo criticada por los medios de comunicación. Al final, se revela que un gigantesco Jackson es el parque de diversiones. Se libera, mientras lo rompe en pedazos. Esa escena es una reminiscencia de Los viajes de Gulliver, donde Gulliver se libera de las garras de los liliputienses de Lilliput.
«Leave Me Alone» recibió múltiples nominaciones por su vídeo musical. Ganó el premio Grammy al mejor vídeo musical de formato corto en la entrega de 1990. También recibió seis nominaciones en los MTV Video Music Awards 1989, en las categorías de vídeo del año, elección de los espectadores, vídeo revelación, mejor montaje y mejor dirección artística. Ganó a mejores efectos especiales. Sin embargo, el vídeo perdió sus seis nominaciones ante «This Note Is for You» de Neil Young (vídeo del año), «Kiss» de Art of Noise (vídeo revelación), «Straight Up» de Paula Abdul (mejor montaje) y «Express Yourself» de Madonna (mejor cinematografía y mejor dirección artística) y «Like a Prayer» (elección de los espectadores). Erlewine describió el vídeo como «extrañamente claustrofóbica» y consideró que «no casualmente» era el «mejor video del álbum».

## Lista de canciones
| Sencillo de 12" / CD de 3" |                                                            |          |  |
| N.º                        | Título                                                     | Duración |  |
| 1.                         | «Leave Me Alone»                                           | 4:40     |  |
| 2.                         | «Don't Stop 'til You Get Enough» (Versión original de 12") | 5:53     |  |
| 3.                         | «Human Nature»                                             |          |  |

| Sencillo de 7" |                  |          |  |
| N.º            | Título           | Duración |  |
| 1.             | «Leave Me Alone» | 4:40     |  |
| 2.             | «Human Nature»   | 4:06     |  |

| Maxi-CD |                                                            |          |  |
| N.º     | Título                                                     | Duración |  |
| 1.      | «Leave Me Alone»                                           | 4:40     |  |
| 2.      | «Don't Stop 'til You Get Enough» (Versión original de 12") | 5:53     |  |
| 3.      | «Human Nature»                                             |          |  |
| 4.      | «Wanna Be Startin' Somethin'» (Versión de 12")             |          |  |

| Lado visionario de CD |                                           |          |  |
| N.º                   | Título                                    | Duración |  |
| 1.                    | «Leave Me Alone»                          | 4:40     |  |
| 2.                    | «Another Part of Me» (Extended Dance Mix) | 6:18     |  |

| Lado visionario de DVD |                                  |          |  |
| N.º                    | Título                           | Duración |  |
| 1.                     | «Leave Me Alone» (Vídeo musical) | 4:36     |  |

## Posiciones en listas
| País (Lista 1989) | Mejor posición |
| ----------------- | -------------- |
| Australia         | 37             |
| Austria           | 15             |
| España            | 1              |
| Francia           | 17             |
| Italia            | 8              |
| Noruega           | 6              |
| Países Bajos      | 5              |
| Reino Unido       | 2              |
| Suecia            | 19             |
| Suiza             | 10             |

## Certificaciones y ventas
| País              | Certificación | Ventas  |
| ----------------- | ------------- | ------- |
| Reino Unido (BPI) | Plata         | 200,000 |

## Personal
- Compuesta, sintetizador vocal y coros por Michael Jackson
- Producida por Quincy Jones
- Coproducida por Michael Jackson
- Larry Williams: Programación de tambores, sintetizadores
- Paul Jackson, Jr.: Guitarra
- Casey Young: Synclavier, programación de sintetizadores
- Greg Phillinganes: Sintetizador
- Ritmo y arreglos vocales por Michael Jackson

Notas adaptadas a partir de las notas de Bad.